# Artemio Strazzi
Artemio Strazzi (Ancona, 14 novembre 1921 – Ancona, 19 aprile 2013) è stato un politico italiano.

## Biografia
Ha fatto il militare in Grecia l'8 settembre 1943, ma fu catturato dai tedeschi e inviato a Buchenwald. Evaso e ripreso, riuscì a sopravvivere fino alla liberazione della Germania dagli alleati americani. 
Come sindacalista fu segretario provinciale della Federmezzadri nella CGIL nel 1948 e dal 1951 al 1953 della Segreteria della Camera del Lavoro. Impegnato in politica con il Partito Socialista Italiano, fu consigliere comunale ad Ancona nel 1948 e dal 1960 al 1968 e poi consigliere comunale a Falconara Marittima nel 1956. Ricoprì anche il ruolo di sindaco di Ancona per alcuni mesi nel 1964. Consigliere provinciale nel 1956 e nel 1966, fu anche Assessore e Vice Presidente della Provincia dal 1966 al 1970, prima di essere eletto presidente della Provincia di Ancona dal 4 aprile al 14 settembre 1970. È stato anche Segretario provinciale del PSI di Ancona dal 1957 al 1965 e Segretario regionale delle Marche dal 1965 al 1972. 
Poi è stato eletto alla Camera dei deputati nel 1972, rimanendo in carica fino al 1976. 
Morì nel 2013, all'età di 91 anni.